# Dipahi
Dipahi (en népalais : दिपही) est un comité de développement villageois du Népal situé dans le district de Rautahat. Au recensement de 2011, il comptait 3 896 habitants.